# سرچکشی‌ها
سرچکشی‌ها (نام علمی: Scopus) یک سرده از پرندگان گام‌زن است که دارای سرچکشی (Scopus umbretta) و خویشاوند منقرض‌شدهٔ پلیوسن آن، یعنی Scopus xenopus است. این سرده تنها نمایندهٔ تیرهٔ Scopidae است.

## آرایه‌شناسی
سرچکشی‌ها (Hamerkops) به‌طور سنتی در راستهٔ لک‌لک‌سانان (Ciconiiformes) گنجانده می‌شدند، اما اکنون تصور می‌شود که به پلیکان‌سانان (Pelecaniformes) نزدیک‌تر هستند. مطالعات اخیر نشان داده است که نزدیک‌ترین خویشاوندان آن پلیکان و نوک‌کفشی هستند.